# Hoyce Temu
Pour les articles homonymes, voir Temu.
Hoyce Anderson Temu (née le 20 mars 1978) est une diplomate, journaliste, professionnelle des relations publiques et ancienne reine de beauté tanzanienne, qui est nommée chef de mission adjointe à l'ambassade de Tanzanie à Genève, en Suisse, en 2021.

## Formation
Temu est née en 1978 à l'hôpital Mount Meru de la ville d'Arusha, dans la région d'Arusha, au nord-est de la Tanzanie. Elle fréquente l'école primaire et l'école secondaire d'Arusha. Elle est ensuite transférée au lycée Zanaki à Dar es Salam.
Elle est admise à l'Université d'État de l'Arizona aux États-Unis, où elle obtient un Bachelor of Arts en relations publiques. Elle retourne en Tanzanie et obtient un diplôme de troisième cycle en relations diplomatiques du Centre pour les relations étrangères de Dar es Salaam.
Elle est également titulaire d'une maîtrise ès arts en communication de masse, décernée par l'Université St. Augustine de Tanzanie (en) (SAUT), à Mwanza, sur les rives du lac Victoria. Depuis 2021, elle poursuit également un doctorat en communication de masse au SAUT. 

## Carrière
Au moment où elle est nommée ambassadrice en 2021, elle a une expérience professionnelle de 15 ans remontant à 1996, dans les relations publiques, le journalisme et la communication. Parmi ses anciens employeurs figurent la Standard Chartered Bank, les Nations unies et le gouvernement de Tanzanie. Elle est chargée des relations publiques à l'Organisation des Nations unies pour l'alimentation et l'agriculture (FAO), en Tanzanie en 1999. Elle sert ensuite pendant les trois années suivantes en tant que secrétaire du comité Telefood dont le patron est l'ancien président de la Tanzanie, feu Benjamin Mkapa, et la matrone est l'ancienne première dame Anna Mkapa (en). Temu est également présentatrice de télévision à cette époque. 

## Miss Tanzanie
En 1999, Hoyce Temu, alors âgée de 21 ans, participe au concours de beauté Miss Tanzanie en tant que candidate. Elle gagne et participe au concours Miss Monde organisé au Royaume-Uni plus tard cette année-là. Elle n'y gagne pas et elle est persuadée de retourner à l'université par son amie et mentor, Angellah Kairuki, l'actuelle ministre du Tourisme et des Ressources naturelles du Cabinet de Tanzanie (en) . 

## Philanthropie
Tirant parti de sa renommée de reine de beauté, de sa formation en journalisme et de son expérience en relations publiques, Temu lance une émission télévisée dans laquelle elle présente son travail en aidant les adultes et les enfants tanzaniens à trouver des solutions à leurs problèmes, notamment en matière d'éducation, de santé et d'économie. Parfois, elle utilise son propre argent, parfois des dons et d’autres fois des bourses d’études d’entreprise. Le programme télévisé s'appelle « Moi et la Tanzanie » (en swahili : "Mimi na Tanzanie").

## Ambassadrice
Le 23 mai 2021, elle est nommée ambassadrice par la présidente Samia Suluhu, présidente de la Tanzanie. Elle prête serment le 27 juillet 2021 et prend en août 2021 ses fonctions de chef de mission adjointe à l'ambassade de Tanzanie à Genève, accréditée auprès de la Suisse, de l'Autriche et des bureaux des Nations Unies basés à Genève,,. 

## Vie privée
Hoyce Temu est une mère mariée,.